# 神崎久美
神崎 久美（かんざき くみ、1970年7月29日 - ）は、日本の元AV女優。カリーナ所属。
趣味・特技:読書、手芸。

## 経歴・人物
東京都出身。2012年にAVデビュー。ショートカットの熟女系のAV女優。

## 出演作品

### アダルトビデオ
2012年
- 四十路マダム 35（11月10日（レンタル）/12月7日（セル）、クリスタル映像）他出演:大沢綾乃、早瀬礼香、沢口もなみ、紙本早紀
- 母の趣味 〜園芸をする美しい母の夜の秘密〜（12月7日、マドンナ）
- エロ年増 24（12月8日（レンタル）/2013年1月11日（セル）、クリスタル映像）他出演:中村翔子、山口智美、高城麻里、吉永静子

2013年
- 彼女の母（2月21日、センタービレッジ）
- 裸の主婦 神崎久美（41） 千葉市在住（3月1日、プラネットプラス）
- 叔母さんの童貞狩り（3月29日、中嶋興業）
- お母さんの玩具になった僕 肉欲全開!チ○コに狂う美熟母！（5月9日、ルビー）
- 人妻たちのララバイ 四十路妻の昂ぶる性欲（5月19日、エマニエル）他出演:若松かをり、高月和花
- 私の妻を抱いてみないか? とある熟年夫婦の刺激ある性生活（5月23日、ルビー）
- 中出し近親相姦 息子の包茎むいちゃいました。（6月6日、センタービレッジ）
- ストリップ劇場 ストリッパーはパートのおばさん 〜山の手マダム編〜（6月10日、KTファクトリー）
- 親族相姦 きれいな叔母さん（6月19日、ヴィーナス）
- お義母さん、にょっ女房よりずっといいよ…（6月27日、タカラ映像）
- ウォーキング 母子相姦 レギンス姿に先走りも小走り 神崎久美 42歳（7月15日、ぼたん劇場）
- 絶対に僕から視線を外さない母さんの愛欲セックス（8月1日、センタービレッジ）
- エロくて綺麗な僕のママ（8月30日、ドリームステージエンタテインメント）
- 凛として美しいPTA女会長を中出し肉奴隷として凌辱レイプした学校教育者達!（9月1日、エマニエル）
- 母子交尾 【嬬恋路】（9月12日、ルビー）
- MOCO’RIキッチン 息子がオリーブオイルにはまっています。（9月25日、マドンナ）
- 熟女パックリまんこアップ 2（10月4日、AFRO FILM）他出演:高嶋美鈴、宮崎良美、大橋ひとみ、吾妻かおり、菊川麻里、滝川じゅんこ、宮前佳那、永井智美、川奈ゆり
- 熟女のカーセックス!狭い!暑い!気持ちイイ!（10月10日、ルビー）他出演:扇原樹理、久保田さや、三上由梨絵、木下紀子
- 四十路母さんの甘い味 夫の寝ている前で…（10月17日、ソルトペッパー）
- 母さんがガテン系のお兄さんに駅弁セックスされてめっちゃ喜んでる!（10月20日、ネクストイレブン）他出演:夏川みなみ、田島博子
- 息子のエロ本でオナニーしている最中に見つかっちゃった母（11月20日、ネクストイレブン）他出演:一條弥生、五十嵐すみれ
- 2013年RUBY年鑑 VOL.1 美熟女たちの饗宴（12月5日、ルビー）他出演:伊藤まい、貝満ひとみ、松嶋百合、桐島秋子、仲間麗奈、矢部寿恵、瀬野ゆかり、吉野艶子、名城翠、扇原樹理、美山かおり、早川なお、北条麻妃、細谷有紀子、加藤ツバキ、江口ともよ
- 情熱の四十路 神崎久美 43歳（12月15日、ネクストイレブン）
- オナホール訪問販売員のおばさん 16（12月20日、ネクストイレブン）他出演:藤原恵美、辻本りょう、石野真奈美、峰岸小夜、青山真希
- Obasanオールスター感謝祭! おばさん海女の男漁りバスツアーSPECIAL!!（12月25日、マドンナ）共演:暮町ゆうこ、矢部寿恵、七海ひさ代、竹下千晶
- ドリームステージ 2013 カウントダウン BEST20（12月27日、ドリームステージ）他出演:小糸叶芽、由比和美、喜多村ゆい、美神さゆり、瀬野ゆかり、江角真弓、平亜矢子、水原薫子、布施幸恵、柳川みどり、西野エリカ、楢崎百合香、七海ひさ代、片野さえこ、片桐沙代子、北条麻妃、北園由香利、北原小百合

2014年
- やらしい義母のでかちくび弄り（1月1日、エマニエル）
- 友人の母親（1月7日、ヴィーナス）
- なんと30年ぶりの同窓会開催っ!!で、ひさしぶりの再会にテンションがあがる奥様たちは、旦那に内緒でハメをはずしてSEX三昧!!（1月10日、LEO）共演:美神さゆり、松下美香
- 美熟女フェチズム画報 人妻が、誘ってくる…（2月1日、エマニエル）他出演:多田淳子、進藤由紀乃
- 母さんの夫婦ゲンカ 「今夜はサトルの部屋で寝かせてね。」（2月7日、マドンナ）
- ガテン系バイト初日でミス連発の僕。女先輩が母性本能をくすぐられスキだらけなチラ見せ作業着姿で無自覚に挑発してきて…（3月1日、ACE KILLER）他出演:佐々木恋海、大槻ひびき、高下えりか
- いきなりパンツ脱がせてM字開脚 恥じらいの美熟女ドエロマ●コ（3月7日、LEO）他出演:牧原れい子、五十嵐しのぶ
- 世界的に有名な出会い系サイト ア◯ュ◯イ・マ◯ィ◯ン 使ってみたら、快楽主義のアラフォー人妻に出会えた（3月20日、ブレスト）他出演:横井真理子、橘凛花
- 息子たち共有の性処理道具にされ悶え濡れる剛毛のマゾ母（3月27日、タカラ映像）
- 避暑地の別荘で優雅に時を過ごす有閑マダムに青姦中出しナンパ!!（4月4日、ドッグイア）他出演:伊織涼子、上原千尋、寺崎泉、矢部寿恵
- 超本格官能近親エロ絵巻 はいれぐ母さん（4月24日、タカラ映像）
- 介護している義父に旦那が寝ている横で犯されて…（5月1日、エマニエル）他出演:坂本悦子
- 私のいやらしい被虐願望が、夫と息子を狂わせたのです。（5月8日、タカラ映像）他出演:長瀬涼子、矢部寿恵、菅原直美
- 四十路・五十路を迎えた熟女たちの性生活（6月1日、エマニエル）他出演:坂本悦子、藤田愛子、山田和歌子
- 湯けむり近親相姦 母子入浴交尾（6月7日、ヴィーナス）
- 淫語で誘う妄想マダム 2 〜寸止め生殺し痴女の日常生活〜（7月11日、なでしこ）
- もしも母親のオナニーと遭遇したら…（7月20日、スターパラダイス）他出演:五十嵐すみれ、一條弥生、菅野美幸、湯島弘恵 ほか
- 美人妻のレイプ願望 2（8月10日、ざくろ）
- 四十路美女の淫らな腰使い（8月20日、ネクストイレブン）他出演:黒木久美子
- 言いなり中出し、俺の前で見ず知らずの男たちにオナニーを見せ、汚いチ●ポを咥え赤面しながらマン汁垂らしてイッてしまう俺の妻（9月12日、なでしこ）
- 近親相姦 義母の誘惑 4 〜私、淫乱で我慢できません。〜（9月14日、さくろ）
- 独占!人の妻ワイドスペシャル Vol.111 私押しに弱くて、断れないんです! あなたもしたくなる美人浮気性妻の濃密セックス（9月20日（レンタル）/11月28日（セル）、アテナ映像）他出演:北村春花、松本みなみ、陽田まり
- バスタオル姿でウロチョロする母に欲情した思春期の息子 3（9月20日、スターパラダイス）他出演:増田あけみ、高橋紗恵子
- 妻が会社の上司に寝取られて…（9月25日、ルビー）他出演:大橋ひとみ
- 近親相姦 母のお尻 美義母の淫靡な艶尻（10月9日、ルビー）
- 熟女ストリッパー（10月10日、KTファクトリー）共演:東早紀、木戸雅江
- 母子スワップ交姦 僕の母親をヤラせる代わりに…（10月20日、スターパラダイス）共演:藤下梨花
- bijin-majo 43 くみ(44)（10月25日、美人魔女）
- 欲求不満の母と絶倫息子 抜かずの三発中出し（10月30日、センタービレッジ）
- オーダーメイド寝取られ 自分の理想のシュチュエーションで寝取ってもらえる!?（11月25日、グローバルメディアエンタテインメント）他出演:北島玲
- 四十路妊活未亡人（12月25日、センタービレッジ）

2015年
- 人妻、温泉、不倫旅行。（1月5日、ルビー）
- 旦那と子供がいない間に若い男を自宅に呼んで慌しいSEXをする普通の奥さん（1月20日、スターパラダイス）他出演:芦名ユリア、玉木ちな、麻生麗奈、夏川みなみ
- 息子たちの若くて反り返る勃起チ○ポを見てオナニーする豊満ボディの母親たち。熟したマ○コをイジる姿が辛抱たまらず僕も思わずセンズリを見せつけドピュと発射してしまいました!（3月5日、ジャネス）他出演：川上ゆう、松嶋友里恵、葉月奈穂、横山みれい
- 色狂い夫婦の夜の営み（4月10日、なでしこ）他出演：井上綾子、井上佐和子、遠野麗子、高城紗香、大橋ひとみ
- 大人のエロドラマ ～義父たちに寝取られた人妻たち～（4月23日、ルビー）他出演：松本まりな、坂本悦子、望月マリア
- セックスカウンセラー 神崎久美の性感クリニック（4月25日、Mellow Moon）
- だんなの居ぬ間に人妻を寝取った俺…（5月8日、TMA）他出演：進藤由紀乃、大橋ひとみ、町村小夜子、上原千尋、野口京子、片桐沙夜子、能島あさ美、相沢さゆり
- 僕を密かに誘惑するお義母さん。「ちょっとだけだから…」と自らのマ●コを擦り濡らしながらチ●ポをしゃぶりまくるんです。彼女の喉チ●コにカリがこすれて思わず連続発射しちゃいました!（5月22日、なでしこ）他出演：川上ゆう、松嶋友里恵、葉月奈穂、横山みれい
- 近親相姦 息子と絡み合う 異常性欲の母（6月25日、Mellow Moon）他出演：三咲悠、七海ひさ代、美月潤
- 強姦地獄の門! 息子の眼前で脱獄囚達にレイプされ続け止め処無く膣内射精されまくった美しき四十路母（7月1日、熟女塾/エマニエル）
- 母さんがガテン系のお兄さんに駅弁セックスされてめっちゃ喜んでるSP（7月20日、STAR PARADISE）他出演：夏川みなみ、田島博子、茅野舞、神田朋実
- 義母はセックス依存症! ヤリたくなると息子の僕を誘惑するので困っちゃいます。「お父さんには内緒よ」と上にまたがって近親中出し!（7月24日、なでしこ）他出演：川上ゆう、松嶋友里恵、葉月奈穂、横山みれい
- 背徳相姦 ～熟れすぎた叔母の淫らな欲情 （7月25日、Mellow Moon）
- 旦那に内緒でAV応募! 素人主婦をヤリまくり!（8月20日、STAR PARADISE）他出演：竹内かすみ、堀北とも、岡村由希、茅野舞
- 昼顔マダムは持て余した性欲で他人チ○ポを大胆誘惑 色んな場所で男を挑発する痴妻のチラリズム遊戯（9月15日、ジャネス）
- 犯されたい人妻たち 夫が帰ってくるまで… いつも平凡な毎日を送っている昼顔夫人は他の男たちにレイプされることで欲求不満を解消しているんです!!（9月25日、なでしこ）他出演：松嶋友里恵、村上涼子、北条麻妃、広瀬奈々美
- 噂では「あなたのチ●ポが欲しいの!!」と温泉旅館で男性客に声を掛ける美人妻は露出狂で超エロいらしい…。パンチラ、胸チラあたり前でオッパイ、オマ●コに目のやり場に困ってたらキ●タマ空っぽにされちゃいました! 3（9月25日、なでしこ）
- 近親相姦 巨尻母の異常性欲（9月25日、Mellow Moon）他出演：沢木えりか、七海ひさ代、小糸叶芽
- ターゲットは欲求不満な人妻たち! 昼顔夫人を3Pで好き放題犯しまくり、顔射! 中出し!（9月30日、フューチャー）他出演：松嶋友里恵、村上涼子、北条麻妃、広瀬奈々美
- 故郷中出し相姦 農家の母（10月22日、センタービレッジ）
- 近所で評判な美人妻のイヤらしいカラダを無理ヤリ寝取る!「もう、ガマンできん!」フル勃起チ●ポを喉奥まで突っ込み高速ピストンで口内発射する俺 2（10月23日、なでしこ）他出演：松嶋友里恵、村上涼子、北条麻妃、広瀬奈々美
- 上司や友人の妻に手をだしてはいけない間柄なのに、我慢できず○○しちゃった（10月30日、ルビー）他出演：大橋ひとみ、藤田愛子、野口京子、武内三枝子
- 夫のいない間にNTR（寝取ら）れ何度もイカされた私。主人以外のチ○ポを咥えさせられ思わずオマ○コが疼いて大欲情しズボズボ中出し! 2（11月1日、設定思考）他出演：松嶋友里恵、村上涼子、北条麻妃、広瀬奈々美
- 寝取らせ趣味に走る旦那に弄ばれるごく普通の従順な主婦たち（11月25日、Yellow Moon）他出演：三上由梨絵、美山かおり、瀬野ゆかり
- 旦那の留守に男たちに狙われた人妻 昼下がりに他人のチ●ポに寝取られ中出しレイプ 2（11月27日、なでしこ）
- 熟女の匂い立つ足裏 艶熟フェチ画報 Vol.3（12月19日、熟女塾/エマニエル）他出演：谷原ゆき、若林美保
- 熟年を迎える夫婦たちが過ごすハッピーライフ ストーリー 2（12月19日、ルビー）他出演：井上綾子、藤田愛子、近藤あかね、井上佐和子

2016年
- 禁忌なる母親交姦 僕の母は友人のもの（1月20日、STAR PARADISE）他出演：藤下梨花、西條瑞枝、牧園百合子
- 温泉旅行で旦那にバレる危険よりも俺のチ●ポを選ぶ不倫妻。「人が見てるってばぁ…」周囲モロバレの露出羞恥でオマ●コぐちょぐちょに濡らし極太チ●ポを咥え込む不貞主婦がたまらん! 4（1月22日、なでしこ）
- こんな初体験がしたかった。ちまたに潜むフェラ好き巨乳痴女に誘惑された僕は…（1月30日、フューチャー）他出演：松嶋友里恵、村上涼子、北条麻妃、広瀬奈々美
- 魅惑のデカ乳首 4時間（2月1日、フォーディメンション/エマニエル）他出演：村上涼子、新澤久美子、辻美華、吉川みどり
- 突然僕の目の前で、巨乳のお姉様がオナニー!? 直ぐに反応した僕のチ●ポを手コキしながらイキまくるんでたまりませーん!（2月15日、フューチャー）他出演：松嶋友里恵、村上涼子、北条麻妃、広瀬奈々美
- 極太チ○ポで美熟女を寝取る! もし知人や息子の嫁があまりにも自分好みだったらどうする? セックスしたら絶対ダメな関係なのにマ○コをビチャビチャに濡らす人妻たち。4時間12人（2月25日、ビッグモーカル）他出演：三上由梨絵、大橋ひとみ、片桐沙夜子 他
- 淫語で誘う妄想マダム ～寸止め生殺し痴女の日常生活～ DX 20シーン4時間 人目も気にせず僕のチ○コを狙ってくる美人でスケベな人妻のパンチラ挑発に思わず精子をぶちまける!（2月26日、なでしこ）他出演：松嶋友里恵、村上涼子、北条麻妃、広瀬奈々美
- 日頃欲求不満な人妻たちは、持て余した性欲でムッチリボディを見せつけ僕を誘惑するんです。 勃起チ○ポに抑えきれないオマ○コは、騎乗位で…（3月15日、フューチャー）他出演：松嶋友里恵、村上涼子、北条麻妃、広瀬奈々美
- 大勢の男たちの前で夫のいいなり! 女を忘れかけた欲求不満な美人妻はオマ●コ丸出しで強制オナニーさせられても本気でイキまくる!（3月22日、ラハイナ東海）他出演：澤村レイコ、横山みれい、宮部涼花、小早川怜子
- 極上BODYの美人妻に勃起見せつけ!! あまりにそりたったチ●コに嫌がりながらもマ●コからマン汁ダダ漏れ! 旦那がいるにも関わらず、ムリヤリ相互オナニー!! 最後に顔射までおみまいする変態男!!（3月22日、ラハイナ東海）他出演：松嶋友里恵、村上涼子、北条麻妃、広瀬奈々美
- 近所に住む綺麗な昼顔妻が濃厚エロフェロモンをふりまき、男は発情! 2人掛かりでレイプし、無防備妻と濃厚に3P中出しSEXをした!（3月25日、なでしこ）他出演：松嶋友里恵、村上涼子、北条麻妃、広瀬奈々美
- 「あなたのためなら何でもします」 理想の妻になる為、旦那の前で他人のチ○ポをしゃぶる昼顔妻の羞恥フェラ初体験!（3月25日、なでしこ）他出演：宮部涼花、小早川怜子、澤村レイコ、横山みれい
- 日頃は清楚な俺の妻がいいなり羞恥! 「あなた、やめて下さい」と言いながらも他人チ●ポを握りしめ手コキ奉仕する妻を目の前にして興奮する夫たち!!（3月30日、フューチャー）他出演：宮部涼花、小早川怜子、澤村レイコ、横山みれい
- 「私の妻を犯して下さい!」旦那に他人チ●ポを強要された! オマ●コから溢れるほど精子が出るくらい3P中出しされた羞恥夫人（3月30日、フューチャー）他出演：横山みれい、澤村レイコ、小早川怜子、宮部涼花
- エロ五十路 6（4月8日、なでしこ）他出演：井上綾子、大橋ひとみ、庵叶和子、遠野麗子
- 人妻は夫に相手をしてもらえなくて欲求不満。夫以外の男に胸の谷間を見せ、さらに「さわってもいいのよ」オーラを分かりやすく出して誘惑手コキする!!（4月15日、フューチャー）他出演：松嶋友里恵、村上涼子、北条麻妃、広瀬奈々美
- 「私の女房と3PSEXしませんか？」夫以外の男にオマ○コ見られて興奮する美人妻！他人チ○ポを咥えさせたら自ら腰を動かしてきた。（4月22日、なでしこ）他出演：横山みれい、澤村レイコ、小早川怜子、宮部涼花
- 「言いなり妻のオナニー見て下さい!」 羞恥願望のある旦那に命令されて男たちの前でオナニーさせられ興奮して何度もイッた美人妻（4月30日、フューチャー）他出演：澤村レイコ、横山みれい、宮部涼花、小早川怜子
- 町内会の奥様! 青年団の男達に脅迫されて…（5月7日、ルビー）他出演：大河内真美、上原千尋、橘ひとみ
- 近所の人妻が超タイプ! ダメ元でエッチさせてもらおうと思ったけど思いっきり断られた! やらせてくれない腹いせに手コキを強要してドピュドピュ精子ぶっかけちゃった!（5月17日、ラハイナ東海）他出演：松嶋友里恵、村上涼子、北条麻妃、広瀬奈々美
- いつも性欲を持て余した人妻は下品な指オナニーを見せつけ男を誘惑! オマ○コをズボズボしながら手コキする好きもの熟女たち（5月17日、ラハイナ東海）他出演：松嶋友里恵、村上涼子、北条麻妃、広瀬奈々美
- 親父の嫁さん (義母) の誘惑オナニーに勃起した俺 (息子) 欲情した彼女は僕のセンズリを見てイキまくってた（5月17日、ラハイナ東海）他出演：川上ゆう、松嶋友里恵、葉月奈穂、横山みれい
- 美熟女ベスト 神崎久美 4時間（5月25日、Mellow Moon）※単体ベスト
- (永久保存版) 巨乳人妻のオナニー20連発!「誰でもいいから私のマンズリ見て!」スペシャル4時間（5月31日、ラハイナ東海）他出演：白鳥寿美礼、青空小夏、村上涼子、蒼乃幸恵、音無かおり 他
- 人妻寝盗られドラマ 7話×4時間 夫の上司に犯され堕ちる7人の人妻たち（6月10日、なでしこ）他出演：庵叶和子、上原けいこ、大橋ひとみ、野口京子、美澄しゅん
- 旦那に構ってもらえない清楚な欲求不満妻は俺の臭いに発情してチ○ポの上に乗ってきた!（6月24日、なでしこ）他出演：村上涼子、北条麻妃、広瀬奈々美、松嶋友里恵
- 【マジです】尻軽過ぎる美人妻! 自ら唇を奪われカラダを求められるよう仕向ける美熟女がスケベ過ぎる…。4時間12人（6月25日、ビッグモーカル）他出演：川上ゆう、波多野結衣、村上涼子、小早川怜子、北条麻妃、広瀬奈々美 他
- 人妻達の別の顔 温泉不倫二人旅（6月25日、Yellow Moon）他出演：大橋ひとみ、春乃まな美
- 自慢の妻を他人に寝取らせる夫 「我慢できません…」ドラフェラでギン勃ちチ○ポをしゃぶらされオマ○コをウズかせる昼顔夫人（6月30日、フューチャー）他出演：横山みれい、澤村レイコ、小早川怜子、宮部涼花
- 鬼フェラ逆痴漢する露出狂の痴妻たち! ノーパン、ノーブラ 浴衣一枚で誘惑され僕の精子は一滴残らず吸いとられました!!（7月15日、フューチャー）他出演：村上涼子、広瀬奈々美、澤村レイコ、小早川怜子
- オマ○コ指オナニーを見せつける女たち! 出会って5秒でドッキガク露出オナニーで挑発された! ビクビクとマン汁を垂らしながら痙攣イキッをくり返す!!（7月15日、フューチャー）他出演：村上涼子、広瀬奈々美、澤村レイコ、小早川怜子
- オマ●コ見せつけ露出妻の誘惑手コキ! 人目も気にせず勃起チ●ポを離さない痴妻たちの凄テクにたまらずドピュー!!（7月26日、ラハイナ東海）他出演：村上涼子、広瀬奈々美、澤村レイコ、小早川怜子
- 『こんなおばさんだって、もう一度女として扱われたい』女を忘れかけた主婦の80％は不倫に陥るとセックスを覚えたてのサルのように果てるまで絶倫交尾を繰り返す（8月12日、なでしこ）他出演：真鍋千枝美、保坂友利子、長野美香、水橋和香子
- 中出し近親相姦 息子にゴム無しで生挿入される母（8月20日、STAR PARADISE）他出演：よしい美希、白美たま子、和久井由美子、小宮山えみ、園田恵美
- こんな人妻に誘惑手コキされたい! 日頃清楚な人妻のナイスボディに暴発寸前! 開き直って勃起チ○ポをみせたら射精までしてくれた!!（8月23日、ラハイナ東海）他出演：松嶋友里恵、村上涼子、北条麻妃、広瀬奈々美
- 温泉旅館で逆痴漢する人妻は本当にいた! 「私のオマ○コ見たい?」オトナの裸に即反応したチ○ポを握りしめヌルと挿入してくるんです（8月26日、なでしこ）他出演：村上涼子、広瀬奈々美、澤村レイコ、小早川怜子
- オマ○コ露出オナニー中毒で激イキ! 注がれる視線も気にせず指オナを見せつける女たち!!（9月13日、ラハイナ東海）他出演：村上涼子、広瀬奈々美、澤村レイコ、小早川怜子
- 相互オナニーで顔射したい! 240分 俺の勃起チ○ポを見ながら指ズボする究極のオナニーサポート!（9月19日、スタイルアート/妄想族）他出演：松本まりな、山本美和子、福元美砂恵、松嶋友里恵、広瀬奈々美、北条麻妃、寺崎泉
- 驚きのシチュエーション! まさか温泉旅館で露出妻と遭遇! 興奮のあまりおもわず勃起!! ビックリして逃げると思いきや僕のチ○ポにしゃぶりついてきた!（9月23日、なでしこ）他出演：村上涼子、広瀬奈々美、澤村レイコ
- 見知らぬ男に痴漢レイプ! 無防備な人妻にチ○ポを強引に咥えさせオマ○コに中出し!! 3 (3P編)（10月11日、ラハイナ東海）他出演：村上涼子、松嶋友里恵、広瀬奈々美、北条麻妃
- 露出痴女の逆ナンパ手コキ 温泉で見かけた巨乳のイイ女を見てたら淫語で誘われザーメン絞り取られちゃった!（10月30日、フューチャー）他出演：村上涼子、広瀬奈々美、澤村レイコ、小早川怜子
- 熟女の匂い立つ足裏 艶熟フェチ画報 「究極フェチズム館」（11月1日、熟女塾/エマニエル）他出演：風間ゆみ、北条麻妃、澤村レイコ、翔田千里、松岡みれい、真弓あずさ、若林美保、谷原ゆき
- オナニーで挑発する人妻210分 突然、目の前でエロ熟女がオマ○コ丸出しで激イキ! 糸引くマン汁を指に絡ませてズボズボピストン!!（11月19日、スタイルアート/妄想族）他出演：小早川怜子、広瀬奈々美、澤村レイコ、松嶋友里恵、北条麻妃
- オナホール訪問販売員のおばさん 濃厚スペシャル180分（11月20日、STAR PARADISE）他出演：川原美咲、藤崎いづみ、石井麻奈美、星杏奈、青山真希、宮沢小雪、近藤郁、馬場のぞみ、黒沢那智
- 母姦中出し（11月25日、ドリームステージ）他出演：樹本つばさ、平亜矢子、白石潤
- 温泉旅館にやって来る美熟女たちは若い男を狙ってる! 油断してたらチ○ポ挿入で一滴残らず搾り取られました!（11月27日、ジャネス）他出演：村上涼子、広瀬奈々美、澤村レイコ、小早川怜子
- 「私、頑張らないといけないんです…。」ヤリすぎ介護。これも仕事の延長だと勝手に思い込みセクハラで感じて健気にヤられる熟女たち4時間! 7話!（12月19日、熟ドラ/エマニエル）他出演：高畑ゆり、立野ゆり、高木礼子、坂本悦子、新城あゆみ、毬るい子、松本まりな、望月マリア

2017年
- 旦那を裏切り息子に発情する完熟母 240分（3月20日、STAR PARADISE）他出演：夏川みなみ、田島博子、茅野舞
- 貴方の周りにもきっと居る 旦那のセックスに満足できずに家庭の外で男を貪る いけない不倫妻たち（10月25日、セブンエイト）他出演：真鍋千枝美、保坂友利子、水橋和香子

2018年
- 風呂あがりの無防備な母ちゃんに欲情する息子（5月20日、STAR PARADISE）他出演：岸本美紀、竹内あやの、尾崎玲奈、増田あけみ
- お母さんと二人きりで行った温泉旅行で、久しぶりに見る母の裸体に興奮してしまい、ボクは絶対にしてはならない過ちを犯してしまった… 2（6月25日、セブンエイト）他出演：井上綾子、吉澤清美、山口智美、伊原詩織、高月和花、庵叶和子、桐岡さつき 他
- 人妻出会い系 不倫浮気ネットワーク（7月20日、STAR PARADISE）他出演：横井真理子、橘凛花、樹林れもん、成宮はるあ
- 相性抜群の親子「お父さんには内緒よ」夫に内緒で息子の肉棒を貪り尽くす五十路母13人（9月14日、なでしこ）他出演：翔田千里、加山なつこ、大石忍、真木静乃 他
- だらしなく熟れた肢体を持て余すスケベおばさん（9月20日、STAR PARADISE）他出演：湯島弘恵、山崎由里子、さくら雪帆、土屋まなみ
- 美熟女の卑猥な尻穴見せつけグリグリじゅぼじゅぼバックオナニーベスト 22人4時間（10月7日、Mellow Moon）他出演：風間ゆみ、加山なつこ、北条麻妃、加藤ツバキ、桐島綾子、妃乃ひかり 他
- 美熟女レイプ 商店街で起こった肉便器と化すマダムたち…（10月19日、ルビー）他出演：毬るい子、新城あゆみ、野口京子、藤田愛子、大橋ひとみ
- 【えげつない中高年】加齢臭とメス臭が匂いたつほどの濃厚な大人のまぐわい（11月9日、なでしこ）他出演：船木千恵美、柳留美子、和谷美園、二本木百合、柳田和美、小池絵美子 他
- 淫乱痴熟女 「疲れたあなたを癒してくれるのは、やっぱりクソえっろい美熟女でしょ…」（12月13日、熟女塾/エマニエル）他出演：風間ゆみ、澤村レイコ、北条麻妃、円城ひとみ、中島京子 他

2019年
- 人妻寝取（3月8日、日本藝術浪漫文庫）他出演：瀬野ゆかり、三上由梨絵、美山かおり